# Sophie Bawr
Sophie Bawr (Paris, 8 de outubro de 1773 — Paris, 31 de dezembro de 1860) foi uma dramaturga, escritora e compositora francesa.